# 宇宙空間工業

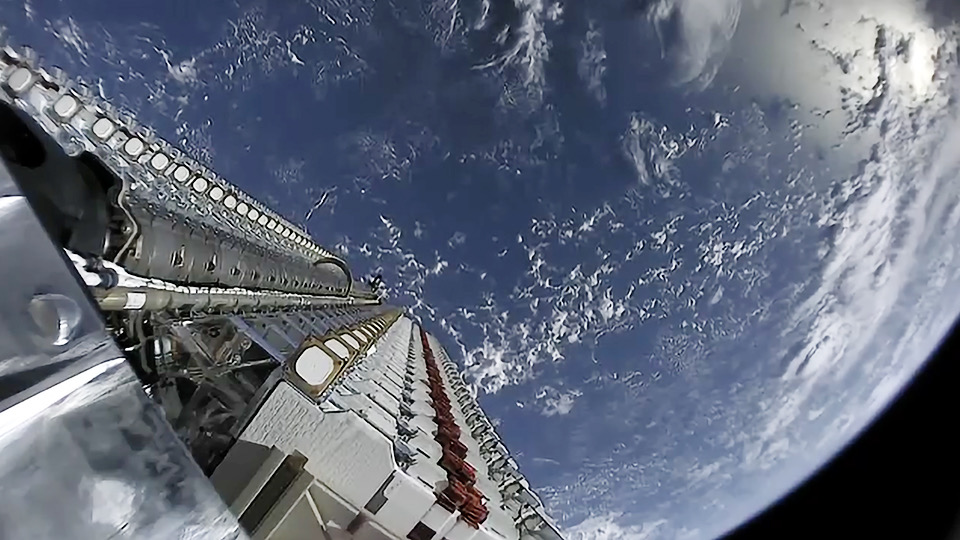
SpaceXにより、宇宙に打ち上げられていた「Starlink」という衛星の側面写真

宇宙空間工業（うちゅうくうかんこうぎょう、英語: Space Industry）は、地球の範囲を超える宇宙空間の中で使うモノ、またそれを製造する工業・搬運する産業のことを指す。

## 定義
広義的には、宇宙や地球外空間における全ての経済活・植民・戦争活動、およびそれに関連する全てのサービスや企業が「宇宙産業」に含まれている。企業だけでは無く、国や政府機関が宇宙対応の製品やサービスを開発・提供し、公的部門と民間部門が協力して宇宙用のハードウェアを製造することも含まれている。
すでに打ち上げロケットや人工衛星を修理・保存することも、宇宙旅行も含まれるのが普通である。そのため、宇宙空間工業というのは極めて長い付加価値チェーンで構成され、単一の工業生産ではない。
冷戦の時代には、衛星にかかわる産業がとくに重視されていたため、衛星工業（ Satellite Industry）と「宇宙産業」が同じ意味で扱うことが多かった。また、将来的には第二産業の航空宇宙産業だけでなく、宇宙間で行うさまざまな第三産業や、宇宙の中に使う日用品・武器も含まれるため、2020年代以降は宇宙ビジネス（Space Business）という言葉が使われ始めている。